# جوزپ روویرا سولر
جوزپ روویرا سولر (اسپانیایی: Josep Rovira Soler‎؛ ۶ فوریه ۱۹۰۰ – ۱ ژانویه ۱۹۹۸) یک نقاش اهل کاتالونیا بخش خودمختار کشور اسپانیا بود که بیش‌از همه برای شایستگی و توانایی‌هایش در خلق پرتره شهرت دارد.
والدین وی از کاتالان‌هایی بودند که برای مشارکت در کسب‌وکار خانوادگی تنباکو به کوبا سفر می‌کردند. جوزپ در سانتیاگو د کوبا به دنیا آمد و به مالاریا مبتلا شد. او که بسیار ضعیف بود بالاخره در سن ۲ سالگی حین مراجعت به اسپانیا با کشتی بهبود یافت.
خانوادهٔ وی چند سالی در بیلافرانکا دل پندس ساکن و به تجارت شراب مشغول بود. سپس به کوبا بازگشته در آنجا به مدت دو سال زندگی کردند. زمانی که به اسپانیا بازگشتند به مدرسه رفت و در آنجا استعداد نقاشی وی آشکار شد. با وجود این در سن بیست سالگی تحصیلات آکادمیک خود را با رفتن به مدرسه نقاشی در بارسلون به مدت ۲ سال، آغاز کرد.
او برنده بورس تحصیلی برای رفتن به ایتالیا و هم‌چنین برای تحصیل در مادرید شد.
نقاشی تک‌چهره مورد توجه روویرا سولر بود